# Shine: The Best of the Early Years
Shine: The Best of the Early Years – kompilacyjny album brytyjskiego muzyka Davida Graya. Wydany 26 marca 2007 w Wielkiej Brytanii i dzień później w Stanach Zjednoczonych. Na składance znalazły się utwory z trzech pierwszych albumów studyjnych artysty.

## Lista utworów
Wszystkie utwory na płycie napisał i skomponował David Gray.